# El Rosario (Cuautitlán Izcalli)
El Rosario es uno de los trece pueblos pertenecientes al municipio de Cuautitlán Izcalli, en Estado de México. Se encuentra ubicado sobre la Sierra de Tepotzotlán.

## Accesos y economía
Se puede entrar al pueblo por la Avenida Villa del Carbón la cual es la continuación de la Avenida Huehuetoca la cual conduce a San Juan Atlamica y es la principal por la que los autos entran, por la carretera que va desde la colonia Libertad de Villa Nicolás Romero o sobre la carretera que cruza el centro de Tepotzotlán la cual es la arteria principal por la cual el transporte público entra al pueblo.
Los habitantes del poblado se dedican al campo: cultivan maíz, fríjol, haba, alverjón, alfalfa, avena y fresa. La cría de ganado es propia de esta localidad, entre los animales de crianza se encuentran vacas, caballos, guajolotes, y gallinas.

## Geografía
Se ubica al sur de Huilango, teniendo cercanía al norte con San Mateo Xoloc y Santiago Cuautlalpan, al sur con la colonia Lomas de Cuautitlán,al este con San Pablo de los Gallos, y al oeste con Santiago Cuautlalpan.
Colinda al norte con la colonia El Cerrito; al sur con la colonia Lomas de Cuautitlán; al este con el pueblo de Santa María Tianguistengo, la colonia La Era y la colonia San Pablo los Gallos; y al oeste con Santiago Cuautlalpan.

### Clima
El clima es templado, con poca frecuencia hay cambios bruscos de temperatura salvo por los frentes fríos y huracanes que azotan México que son fenómenos que llegan a alterar el clima.
Las temperaturas promedio van de los 13 a los 25 °C, aunque se han registrado temperaturas máximas de 4° y 32 °C, respectivamente.

### Topografía
El lugar cuenta con una topografía variable, se localizan tanto terrenos accidentados como planos, esto debido a su cercanía con la sierra de Tepotzotlán

## Cultura
Desde el siglo XX se han fundado varias agrupaciones, los más populares son las agrupaciones de mariachi, de los cuales la influencia fue traída por los residentes que iban llegando al pueblo.
Dentro de estas agrupaciones se destacan el Mariachi Real del Valle, Mariachi los Potrillos, Mariachi Alma Mexicana, Mariachi Joyas de México, Mariachi Valle de México, por mencionar algunos.
Y desde el año 2017, en fechas de las fiestas patronales, se celebra el festival del mariachi donde las agrupaciones pueden compartir su música y su talento con los pobladores.